# قلعة عرب
قلعة عرب هي قرية في مقاطعة تيران وكرون، إيران. عدد سكان هذه القرية هو 25 في سنة 2006.